# Gregório Prealimpo

Gregório
Por Paja Jovanović

Gregório Prealimpo ou Prelumpo (em grego medieval: Γρηγόριος Πρεάλιμπος/Πρελούμπος; romaniz.: Grēgorios Prealimpos/Preloumpos; em sérvio: Грегори Прељуб; romaniz.: Gregori Preljub; c. 1312 – 1356) foi nobre sérvio e voivoda (comandante militar) que conquistou e governou a Tessália com o título de césar entre 1348 e 1356 sob o imperador sérvio Estêvão Uresis IV (r. 1331–1355). Seu filho, Tomás Preljubović, foi déspota de Epiro entre 1366 e 1384.

## História
Prealimpo aparece nas fontes em 1344 tomando parte da conquista sérvia da Macedônia durante a guerra civil bizantina de 1341-1347. De acordo com os cronistas, Estêvão Uresis IV o considerava como o melhor de seus magnatas "em valor, coragem e experiência". Em maio de 1344, ele liderou um exército sérvio na Batalha de Estefaniana contra os turcos otomanos aliados de João VI Cantacuzeno. O resultado foi negativo, mas não afetou significativamente o progresso da conquista sérvia. Em 1348, reforçado por grandes quantidades de albaneses, Prealimpo invadiu a Tessália. Ajudado pela despopulação provocada pela Peste Negra - que, entre outras vítimas, matou o governador bizantino João Ângelo -, ele tomou a maior parte da região dos bizantinos e dos catalães do Ducado de Neopatria até novembro do mesmo ano. Estêvão o nomeou governador da Tessália, com capital em Trícala, e deu-lhe o título de "césar" como prêmio. Diversos acadêmicos mais antigos afirmaram que Prealimpo também controlou partes de Epiro, incluindo a cidade de Janina, mas pesquisas recentes consideram o feito improvável.
Em 1350, João VI Cantacuzeno aproveitou-se da ausência de Estêvão, que estava em campanha contra o Reino da Bósnia, para tentar recuperar as províncias perdidas na Macedônia e na Tessália. Ele desembarcou em Tessalônica e conseguiu retomar diversas fortalezas estratégicas na Macedônia, mas seu avanço em direção da Tessália foi interrompido por Prealimpo que, com 500 homens, defendeu o estratégico forte de Sérvia. Cantacuzeno, cujo exército era pequeno, recuou e Estêvão conseguiu recuperar todos os fortes perdidos com facilidade.
Prealimpo morreu no final de 1355 ou no início de 1356, logo após o próprio Estêvão, num confronto com clãs albaneses locais. Sua viúva, Irene Asanina, filha de Estêvão, e seu filho, Tomás II Preljubović, logo enfrentaram uma invasão liderada por Nicéforo II, o antigo déspota de Epiro. Orsini conseguiu convocar os gregos da região para o seu campo, forçando Irene a retornar para a Sérvia. Em 1357, ela se casou com Radoslau Clápeno, o governador de grande parte da Macedônia ocidental, incluindo Edessa e Beroia. Em 1366-1367, Tomas se tornou o déspota de Epiro em Janina.